# Чајна (Тексас)
Чајна (енгл. China) град је у америчкој савезној држави Тексас. По попису становништва из 2010. у њему је живело 1.160 становника.

## Демографија
Према попису становништва из 2010. у граду је живело 1.160 становника, што је 48 (4,3%) становника више него 2000. године.
| Група             | 2000.       | 2010.       |
| Белци             | 769 (69,2%) | 836 (72,1%) |
| Афроамериканци    | 267 (24,0%) | 239 (20,6%) |
| Азијати           | 10 (0,9%)   | 1 (0,1%)    |
| Хиспаноамериканци | 51 (4,6%)   | 66 (5,7%)   |
| Укупно            | 1.112       | 1.160       |